# Pasterek żwawy
Pasterek żwawy, pasterek omszony (Opilo mollis) – gatunek chrząszcza z rodziny przekraskowatych. 
Gatunek ten opisany został po raz pierwszy w 1758 roku przez Karola Linneusza pod nazwą Attelabus mollis.
Chrząszcz o wydłużonym ciele długości do 9 do 13 mm, porośniętym jasnym owłosieniem. Głowę ma brązowoczerwoną, grubo punktowaną, zaopatrzoną w duże oczy złożone o słabo wykrojonych przednich brzegach, długie czułki o spłaszczonych członach nasadowych oraz głaszczki szczękowe z trójkątnymi członami szczytowymi. Przez jego ciemnobrązowe, matowe przedplecze biegnie podłużna bruzdka zanikająca ku tyłowi. Punktowanie przedplecza jest grube i gęste. Barwa pokryw jest ciemnokasztanowa, ciemniejsza niż u pasterka domowego, z wzorem obejmującym zwykle trzy pary żółtych plamek, położonych na barkach, pośrodku długości i na wierzchołkach pokryw. Nieszczególnie głębokie rzędy punktów na pokrywach sięgają do około połowy ich długości; dalej punktowanie staje się nieregularne. Odnóża mają brązowe golenie i szczyty ud. Kolor spodu ciała jest ciemny.
Owad ten jest gatunkiem saproksylicznym. Zarówno larwy jak i owady dorosłe są drapieżnikami, wyspecjalizowanymi w polowaniu na larwy i postacie dorosłe owadów ksylofagicznych i kambiofagicznych. Ich ofiarami padają larwy i poczwarki kołatkowatych, miazgowców, ryjkowców i kózkowatych. Larwy pasterka przechodzą rozwój w żerowiskach kambio- i ksylofagów na różnych gatunkach drzew.
Gatunek ten stał się niemal kosmopolityczny wskutek zawlekania z drewnem w różne rejony świata. W Polsce nie jest pospolity, ale rozproszony jest prawdopodobnie po całym kraju. Jest w tym kraju jednak najczęstszym przedstawicielem rodzaju, jedynym niewpisanym na Czerwoną listę zwierząt ginących i zagrożonych w Polsce.